# Getto w Górze Kalwarii
Getto w Górze Kalwarii – getto dla ludności żydowskiej utworzone przez Niemców w Górze Kalwarii w 1940 roku i zlikwidowane w 1941 roku.

## Powstanie getta

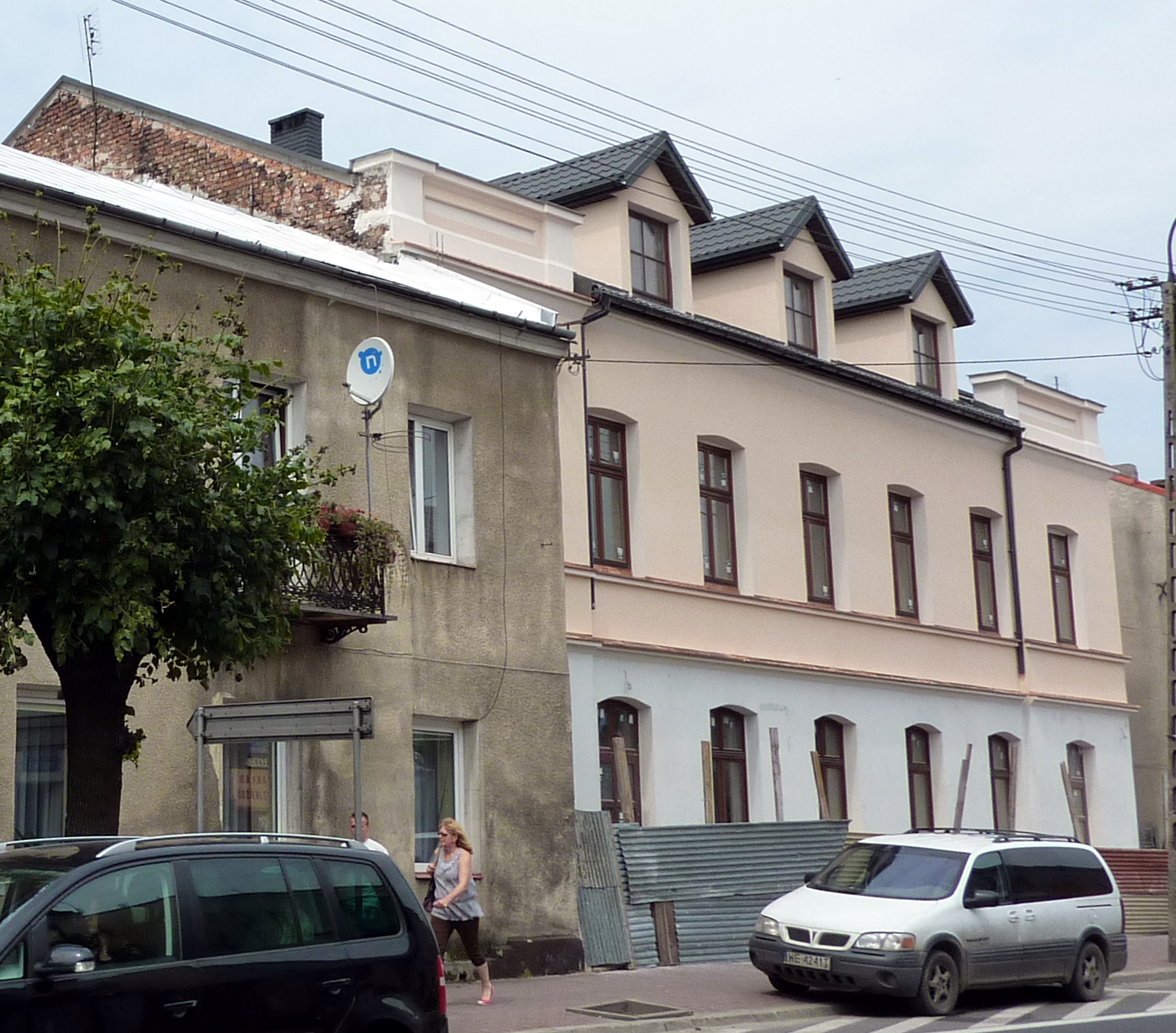
Ulica Pijarska w Górze Kalwarii, teren dawnego getta

W sierpniu 1940 r. niemiecki burmistrz miasta Ewald Jahnke wydał zarządzenie o utworzeniu żydowskiego getta, ograniczonego obecnymi ulicami: ul. Pijarską, ul. Biskupa Stanisława Wierzbowskiego, ul. Księdza Zygmunta Sajny, oraz placem i ul. Marszałka Józefa Piłsudskiego. Getto pokrywało się niemal całkowicie z rewirem żydowskim wytyczonym w 1834 r. Na jego terenie znajdowała się siedziba cadyka i główna bożnica.
Do getta przesiedlono niemal wszystkie rodziny żydowskie Góry Kalwarii, 30 rodzin z okolicznych gmin i wsi. W getcie znaleźli się także Żydzi z innych miast (m.in. z Łodzi, Aleksandrowa Łódzkiego, Sierpca, Włocławka i Kalisza). Ogółem w getcie znalazło się ok. 3500 osób.
Getto nie było odgrodzone od miasta, strzegły go jedynie stałe posterunki – z wyjątkiem ulicy Senatorskiej (obecnie ks. Sajny), która została przegrodzona u wylotu ulicy St. Wierzbowskiego zasiekami z drutu kolczastego. W tym miejscu służbę wartowniczą pełnili funkcjonariusze żydowskiej policji porządkowej, którzy nie mieli broni palnej. Posiadali jedynie gumowe pejcze i opaski identyfikacyjne na rękawach.

## Życie codzienne
Mieszkańcy getta mieli zakaz samowolnego opuszczania jego granic, zawierania związków małżeńskich i odbywania zbiorowych modlitw. Byli zobowiązani do noszenia opasek z Gwiazdą Dawida oraz do świadczenia robót przymusowych, m.in. prac budowlanych na terenie koszar wojskowych, remontów dróg oraz prac porządkowych na terenie miasta. Pracowali po 10 godzin dziennie, bez wynagrodzenia i wyżywienia, pod nadzorem niemieckiej policji pomocniczej, Hilfspolizei. Podczas tych prac dochodziło do celowego upokarzania, np. przez nakaz zgarniania rękoma nieczystości z ulic.
Do połowy 1940 r. Żydzi kupowali jedzenie na podstawie specjalnych kart żywnościowych. W późniejszym okresie żywność była wydzielana przez gminę żydowską. Standardowa dzienna racja żywnościowa wynosiła 12 dag chleba na osobę. Warunki mieszkaniowe były bardzo trudne, ponieważ w jednej izbie mieszkało po 10–12 osób. Szerzył się głód i choroby, głównie tyfus.
15 października 1941 r. gubernator generalny Hans Frank wydał w Warszawie rozporządzenie o karze śmierci dla Żydów opuszczających tereny getta oraz dla Polaków udzielających im pomocy. Było to tzw. trzecie rozporządzenie o ograniczeniach pobytu w Generalnym Gubernatorstwie i odwoływało się do dekretu Adolfa Hitlera z 12 października 1939 r. W art. I p.4b karze śmierci podlegali zarówno Żydzi opuszczający teren getta, jak również osoby pomagające uciekinierom oraz ich ukrywające. Śmierci podlegały również osoby zachęcające do takich aktów, a czyn usiłowany karany był tak samo, jak dokonany.

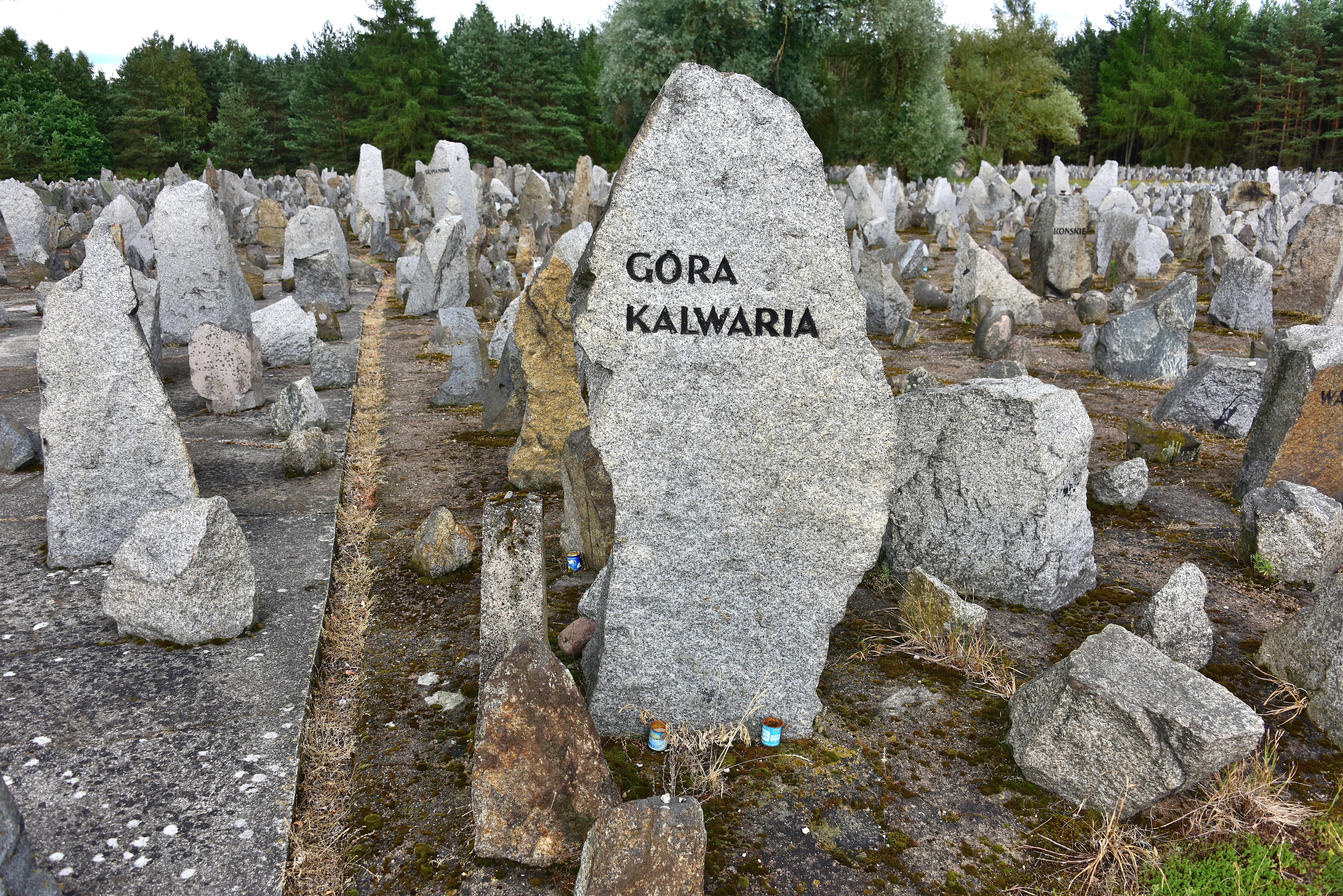
Pomnik Ofiar Obozu Zagłady w Treblince. Kamień upamiętniający Żydów z Góry Kalwarii

## Likwidacja getta
Likwidacja getta nastąpiła 25 i 26 lutego 1941 r. Wszystkich mieszkańców zgromadzono na placu targowym, a następnie większość wywieziono w wagonach towarowych kolejki wąskotorowej do getta warszawskiego. Część rozlokowano w pobliskich miasteczkach. Część osób rozstrzelano. Judenrat getta pozostał w nim jeszcze przez osiem dni, m.in. w celu wywiezienia z getta ocalałej żywności.
Majątek gminy żydowskiej został skonfiskowany 8 sierpnia 1942 r.

## Upamiętnienie
- Żydzi z Góry Kalwarii zostali upamiętnieni jednym z kamieni z nazwą miejscowości, stanowiącym element pomnika Ofiar Obozu Zagłady w Treblince[7].